# 紐福爾登 (明尼蘇達州)
紐福爾登（英語：Newfolden）是一個位於美國明尼蘇達州馬歇爾縣的城市。

## 人口
根據2020年美國人口普查的數據，紐福爾登的面積為2.63平方千米，皆為陸地。當地共有人口352人，而人口密度為每平方千米134人。